# Ryan Dalziel

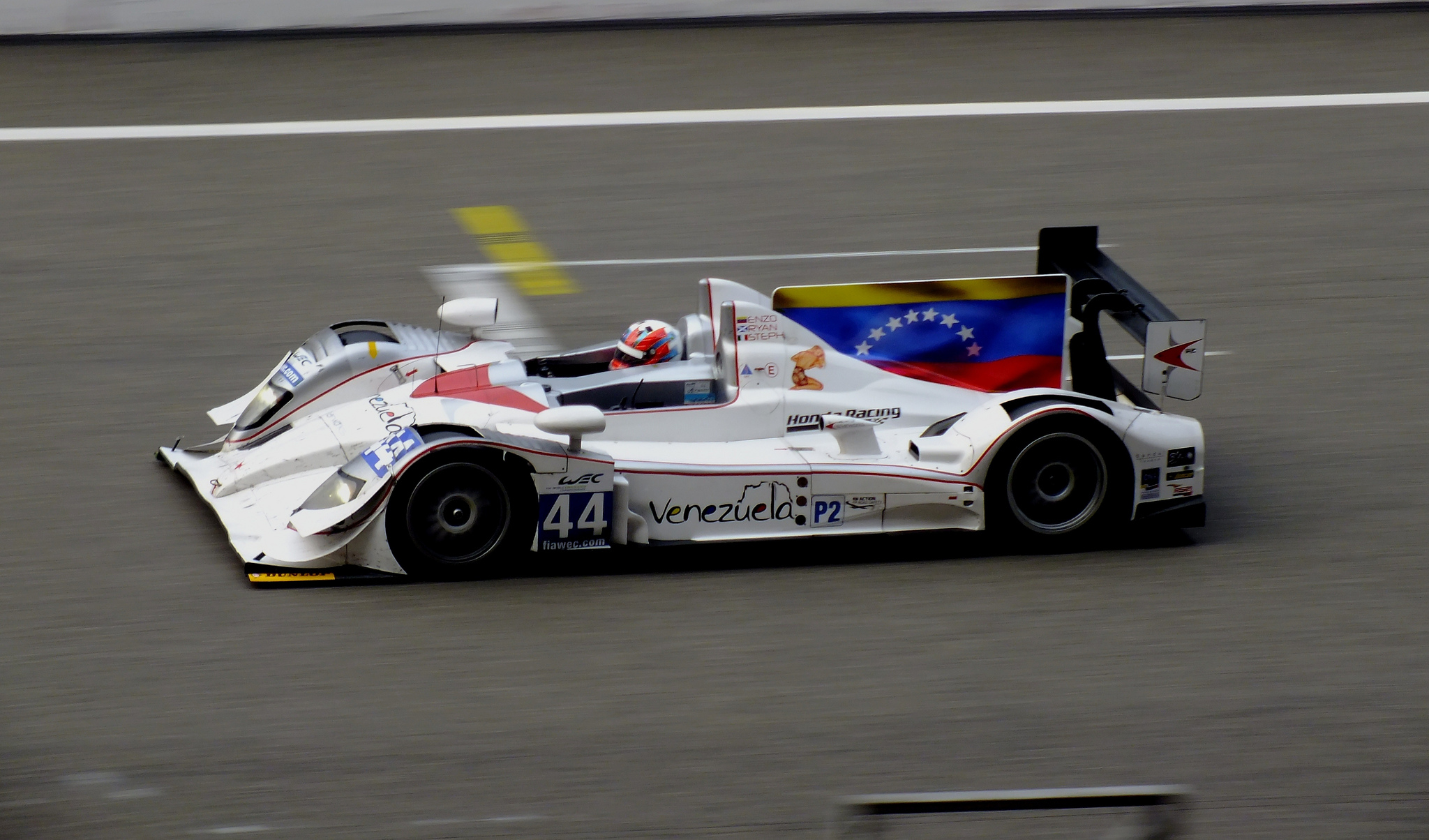
Ryan Dalziel en las 6 Horas de Shanghái del Campeonato Mundial de Resistencia 2012

Ryan Dalziel (12 de abril de 1982, Coatbridge, Escocia, Reino Unido) es un piloto de automovilismo de velocidad británico que compite profesionalmente en resistencia. Fue subcampeón de la clase Prototipos Daytona de la Grand-Am Rolex Sports Car Series en 2012, séptimo en 2010 y octavo en 2013. Asimismo, consiguió la victoria absoluta en las 24 Horas de Daytona de 2010 y victorias de clase en las 24 Horas de Le Mans de 2012, las 12 Horas de Sebring de 2012, y Petit Le Mans 2012.

## Carrera deportiva
Dalziel fue subcampeón de la Fórmula Vauxhall Británica en 1999 y de la Fórmula Renault Británica en 2000. En 2001 disputó la Fórmula 3 Británica, donde resultó 13º sin podios.
El piloto comenzó a competir en Estados Unidos en 2002. Ese año corrió en la Fórmula Atlantic, donde terminó octavo con tres podios. En 2003 fue subcampeón con dos victorias y nueve podios en doce carreras, siendo superado por A. J. Allmendinger. El británico logró cuatro victorias y siete podios en 2004, pero nuevamente resultó segundo en la tabla general, en este caso por detrás de Jon Fogarty.
En 2005, Dalziel disputó la American Le Mans Series con el equipo Pacific Coast junto a Alex Figge. Al volante de un Chevrolet Corvette, logró un tercer puesto en Portland y terminó noveno en el campeonato de pilotos de la clase GT1. También debutó en la categoría de monoplazas Champ Car con un noveno lugar en Toronto. Además, corrió seis fechas de la Grand-Am Rolex Sports Car Series, resultando tercero en las 250 Millas de Daytona con un Porsche 911 de la clase GT.
El británico continuó como compañero de butaca de Figge en Pacific Coast en 2006, ahora a los mandos de un Riley Pontiac en la clase Prototipos Daytona de la serie Grand-Am.
Pacific Coast ingresó a la Champ Car en 2007. Dalziel obtuvo como mejor resultado un séptimo puesto en Toronto, y quedó 14º en el campeonato. También participó en cuatro fechas de la Grand-Am, obteniendo un segundo lugar absoluto en las 24 Horas de Daytona.
Ante la desaparición de la Champ Car para la temporada 2008, Dalziel volvió a la serie Grand-Am, obteniendo una victoria absoluta en Laguna Seca y un segundo lugar en Virginia. También participó en diez carreras de la Superleague Fórmula con el club Rangers, obteniendo un quinto y un sexto como mejores resultados. En 2009, Dalziel nuevamente disputó seis fechas de la serie Grand-Am, obteniendo un tercer lugar en las 250 Millas de Daytona.
Para la temporada 2010, el británico participó simultáneamente en los dos principales campeonatos de automóviles deportivos de Estados Unidos. En la Grand-Am obtuvo una victoria en las 24 Horas de Daytona con Action Express. Luego disputó el resto del campeonato con Starworks, logrando tres podios para finalizar séptimo en el campeonato de pilotos de la clase de prototipos. En la American Le Mans Series fue piloto de Rocketsports, logrando solamente dos puntos con el Jaguar XK; también abandonó en las 24 Horas de Le Mans con dicho equipo
Dalziel continuó con el equipo Starworks en la Grand-Am 2011. Logró una victoria en Mid-Ohio y tres terceros puestos con su Riley Ford, terminando 18º en el campeonato de pilotos de la clase DP. También disputó tres fechas de la American Le Mans Series en la clase LMPC.
El piloto mantuvo una nutrida agenda en la temporada 2012. En la Grand-Am, consiguió una victoria en las 200 Millas de Watkins Glen y seis podios con Starworks, de modo que resultó subcampeón por detrás de Scott Pruett y Memo Rojas. También disputó el Campeonato Mundial de Resistencia con Starworks, en este caso al volante de un HPD ARX-03b de la clase LMP2. Logró victorias de clase en las 12 Horas de Sebring, las 24 Horas de Le Mans y las 6 Horas de San Pablo, tras lo cual consiguió el campeonato de equipos de LMP2. En cinco carreras disputadas en la American Le Mans Series, logró tres victorias en la clase LMPC con el equipo Core, destacándose Petit Le Mans.
El británico siguió en la Grand-Am con el equipo Starworks en 2013. Pilotando junto a Alex Popow, obtuvo la victoria en Indianápolis y cinco podios. Sin embargo, sus malas actuaciones en las últimas fechas lo relegaron a la octava posición en el campeonato de pilotos de la clase Prototipos Daytona. También disputó cuatro fechas de la ALMS: llegó quinto en Sebring y séptimo en Petit Le Mans como tercer piloto de un SRT Viper oficial de la clase GT; resultó tercero en la clase GTC en Mosport con TRG; y corrió en Austin con Starworks en la clase LMPC.
Dalziel se incorporó al equipo Extreme Speed para disputar el IMSA SportsCar Championship con un prototipo HPD. Obtuvo dos podios junto a Scott Sharp, pero se ausentó en dos fechas y abandonó en otras cuatro. Luego, obtuvo dos victorias y tres segundos puestos en seis carreras del SCCA World Challenge con un Porsche 911.
En 2015, Dalziel siguió con un HPD de Extreme Speed pero en el Campeonato Mundial de Resistencia. Junto a Sharp y David Heinemeier Hansson, acabó séptimo en el campeonato de equipos de la clase LMP2. Además, siguió corriendo en el SCCA World Challenge con un Porsche 911. Obtuvo dos victorias y diez podios en 17 carreras disputadas, acabando tercero en el campeonato aun con ausencias en tres carreras.
El británico retornó al IMSA SportsCar Championship en 2016, esta vez con un Chevrolet Corvette DP del equipo Spirit of Daytona. Acompañado de Marc Goossens, obtuvo un segundo puesto en Laguna Seca, un tercero en las 24 Horas de Daytona, y un cuarto en Mosport. Terminó quinto en el campeonato de equipos, pero por ausentarse en una fecha, quedó 14º en el campeonato de pilotos. En paralelo, disputó el Campeonato Mundial de Resistencia para Extreme Speed con un Ligier-Nissan de la clase LMP2. Junto a Pipo Derani y Chris Cumming, obtuvo dos segundos puestos y dos terceros, quedando octavo en el campeonato de pilotos y cuarto en el campeonato de equipos.

## Resultados

### Campeonato Mundial de Resistencia de la FIA
(Clave) (negrita indica pole position) (cursiva indica vuelta rápida)

| Año  | Escudería | Clase | Automóvil       | 1   | 2   | 3   | 4   | 5   | 6   | 7   | 8   | Pos. | Puntos | Ref.  |
| ---- | --------- | ----- | --------------- | --- | --- | --- | --- | --- | --- | --- | --- | ---- | ------ | ----- |
| 2012 | Manor     | LMP2  | Oreca 05-Nissan | SEB | SPA | LMS | SIL | SÃO | BHR | FUJ | SHA | 12.º | 48.5   | [ 1 ] |
| 2012 | Manor     | LMP2  | Oreca 05-Nissan | 3   | 29  | 6   | 9   | 7   |     | 9   | 8   | 12.º | 48.5   | [ 1 ] |